# Rafael Montiel
Rafael Anibal Montiel Cuéllar (Bogotá, 28 de junio de 1981) es una ciclista profesional colombiano de ruta. Actualmente corre con el equipo Continental el Orgullo Paisa también denominado como Aguardiente Antioqueño-Lotería de Medellín-IDEA.

## Palmarés
2007
- 1 etapa de la Vuelta a El Salvador
- 1 etapa de la Vuelta a Colombia
- 1 etapa de la Vuelta a Guatemala

2008
- 1 etapa de la Vuelta a Colombia

2009
- 1 etapa de la Vuelta a Santander

2010
- 1 etapa de la Vuelta a Antioquia en TTT

- 1 etapa de la Vuelta a Colombia en TTT
- 1 etapa de la Vuelta a Guatemala

2011
- 1 etapa de la Vuelta a Antioquia
- 1 etapa de la Vuelta a Colombia en TTT

2012
- 1 etapa de la Vuelta Higuito

2013
- 1 etapa de la Vuelta a Colombia
- Clásica de Marinilla, más 1 etapa
- 1 etapa de la Vuelta a Santander

2014
- Clásica de Marinilla, más 1 etapa

2015
- 1 etapa del Tour de Gila[1]
- 1 etapa de la Clásica de Fusagasugá
- 1 etapa de la Clásica de Marinilla
- 1 etapa del Clásico RCN

2018
- 1 etapa de la Clásica de Marinilla
- 1 etapa del Clásico RCN

## Equipos
- Colombia es Pasión (2007-2008) 
  - Colombia es Pasión Team (2007)
  - Colombia es Pasión - Coldeportes (2008)
- Orgullo Paisa (2011-)
  - Gobernación de Antioquia - Indeportes Antioquia (2011-2012)
  - Aguardiente Antioqueño - Lotería de Medellín (2013)
  - Aguardiente Antioqueño - Lotería de Medellín - IDEA (2014)
  - Orgullo Antioqueño (2015)
  - Orgullo Antioqueño - Idea (2017)
  - Orgullo Paisa / Aguardiente Antioqueño-Lotería de Medellín-IDEA (2018)